# Citizens Arrest
Citizens Arrest ist eine US-amerikanische Hardcore-Band aus New York, die von 1989 bis 1991 bestand und sich 2010 reformierte.

## Geschichte
Citizens Arrest wurde 1989 von Ted Leo (Gesang), Janis Chakars (Gitarre), Joseph Martin (Bass) und Daryl Kahan (Schlagzeug) gegründet. Sie hatten sich zuvor in einem auf Hardcore spezialisierten Schallplattengeschäft im Umfeld des New Yorker Hardcore-Clubs CBGB kennengelernt. Der Bandname ist der Titel eines Stücks des Debütalbums der Bostoner Hardcoreband Negative FX. Nach der Aufnahme eines Demo-Albums verließ Sänger Leo die Band, und Kahan, der parallel Schlagzeug bei Born Against spielte, übernahm seine Aufgabe. Neuer Citizens-Arrest-Schlagzeuger wurde ein Bekannter von Kahan, der Fanzine-Macher Patrick Winter. Zunächst erschienen einzelne Stücke der Band auf Hardcore-Samplern sowie einem Grindcore-Sampler von Slap-a-Ham Records. Eine EP und ein Album wurden von Don Fury produziert, außerdem erschien eine Flexidisc mit Liveaufnahmen von einem Konzert im CBGB. Die Band gehörte zum Umfeld des Lower-East-Side-Clubs ABC No Rio. Der dortige Schwerpunkt auf Hardcorebands entwickelte sich, nachdem das CBGB aus versicherungstechnischen Gründen keine Hardcore-Shows mehr buchte. Citizens Arrest war eine der ersten Hardcorebands, die regelmäßig im ABC No Rio spielten, und die Mitglieder beteiligten sich an der Organisation der Hardcore-Veranstaltungsreihen. Damit repräsentierten Citizens Arrest einen alternativen Entwicklungsweg des New York Hardcore, der eher von männlichen Stereotypen geprägt war, während die von Citizens Arrest mitangeführte Szene im ABC No Rio eine strikt gegen Sexismus und Gewalt gerichtete Politik fuhr. 1991 löste sich die Band wegen „musikalischer Differenzen“ auf. Sänger Kahan deutete in einem Interview an, dass finanzielle Gründe hinter der Auflösung gestanden haben könnten: 1991 habe Citizens Arrest das Angebot bekommen, bei einer der lukrativen, aber von großen Labels unterstützten „Superbowl of Hardcore“-Shows zu spielen, was die Band unter dem Eindruck einer zu dieser Zeit in der Szene geführten Debatte über das Für und Wider der künstlerischen Unabhängigkeit von großen Labels ablehnte. Kahan bezeichnete diesen Schritt retrospektiv als „größten Fehler unserer Karriere“ und vermutete, die Band hätte andernfalls mindestens noch ein weiteres Album herausbringen oder auf eine Tournee gehen können.
Daryl Kahan war nach der Trennung von Citizens Arrest als Sänger bei Assück sowie diversen Death-Metal-Bands tätig. Der ursprüngliche Sänger Ted Leo war Sänger der Alternative-Band Chisel und gründete Ende der 1990er-Jahre Ted Leo and the Pharmacists. Auch die übrigen Mitglieder blieben der Musik treu und spielten teils miteinander in kleineren, lokalen Hardcorebands, so z. B. Chakars, Martin und Leo bei Hell No, die in den 1990er-Jahren drei Alben veröffentlichten. 1994 veröffentlichte das deutsche Label Lost and Found Records ein Citizens-Arrest-Kompilationsalbum mit allen im Studio produzierten Stücken der Band.
2010 reformierte sich Citizens Arrest in der letzten Besetzung; für drei Jahre war der ursprüngliche Sänger Ted Leo außerdem als zweiter Gitarrist dabei. 2015 verließ Patrick Winter die Band und wurde durch Derik Moore ersetzt. 2022 spielte die Band erstmalig Konzerte in Deutschland.

## Stil
Das kanadische Exclaim-Magazin beschrieb im Rahmen einer Rezension die Musik der 2011er-EP Soaked in Others Blood als „flotte Punk-Botschaften voller fetter Gitarrenakkorde, Blitzkrieg-artiger Beats und rauem Gesang“. Der deutsche Musikjournalist Matthias Mader subsumiert die Musik von Citizens Arrest unter die Bezeichnung „Progcore“, worunter er eine Fusion aus New York Hardcore und Grindcore versteht. Er beschreibt die Musik als „für New Yorker Verhältnisse sehr originellen, (...) rüden Speedcore“ mit eigenständigem Sound und prägnantem, manischen Gesang. Das Ox-Fanzine definiert die Musik von Citizens Arrest als Mischung aus britischem Crustcore im Stile von Extreme Noise Terror und New York Hardcore und bewertet sie als „wilder, kraftvoller und energiegeladener“ als zeitgenössische NYHC-Bands. Der Musikjournalist Tony Rettman nahm die EP A Light in the Darkness in seine Liste „Fifty Essential NYHC 7" Records“ auf. Die Bandmitglieder selbst bezeichnen u. a. die Cro-Mags und Cause for Alarm als musikalische Vorbilder. Textlich setzt sich Citizens Arrest von der selbstreferenziellen „Unity“-Lyrik des New York Hardcore ab und fokussiert sich auf politische, dem Anarcho-Punk nahestehende Themen, ohne sich aber als politische Band zu betrachten. Ein stilistisches Alleinstellungsmerkmal innerhalb der Hardcore-Szene war die Verwendung von Motiven der vormodernen Malerei für die Covergestaltung. Für die EP A Light in the Darkness wurde das Bild Klosterfriedhof im Schnee von Caspar David Friedrich verwendet, für das Album Colossus das gleichnamige Bild von Francisco de Goya.

„Citizens Arrest was a hardcore band period. We touched upon political themes in our lyrics but were not a political peace punk band by any means.“

## Diskografie
- 1989: Citizens Arrest (Lifetime Records)
- 1990: A Light in the Darkness (EP, Wardance)
- 1990: Citizen Arrest (EP, Rebound Records)
- 1991: Colossus (Vermiform)
- 1994: Citizens Arrest (Kompilationsalbum, Lost and Found Records)
- 2011: Soaked in Others Blood (EP, Painkiller Records)